# 对百度的争议

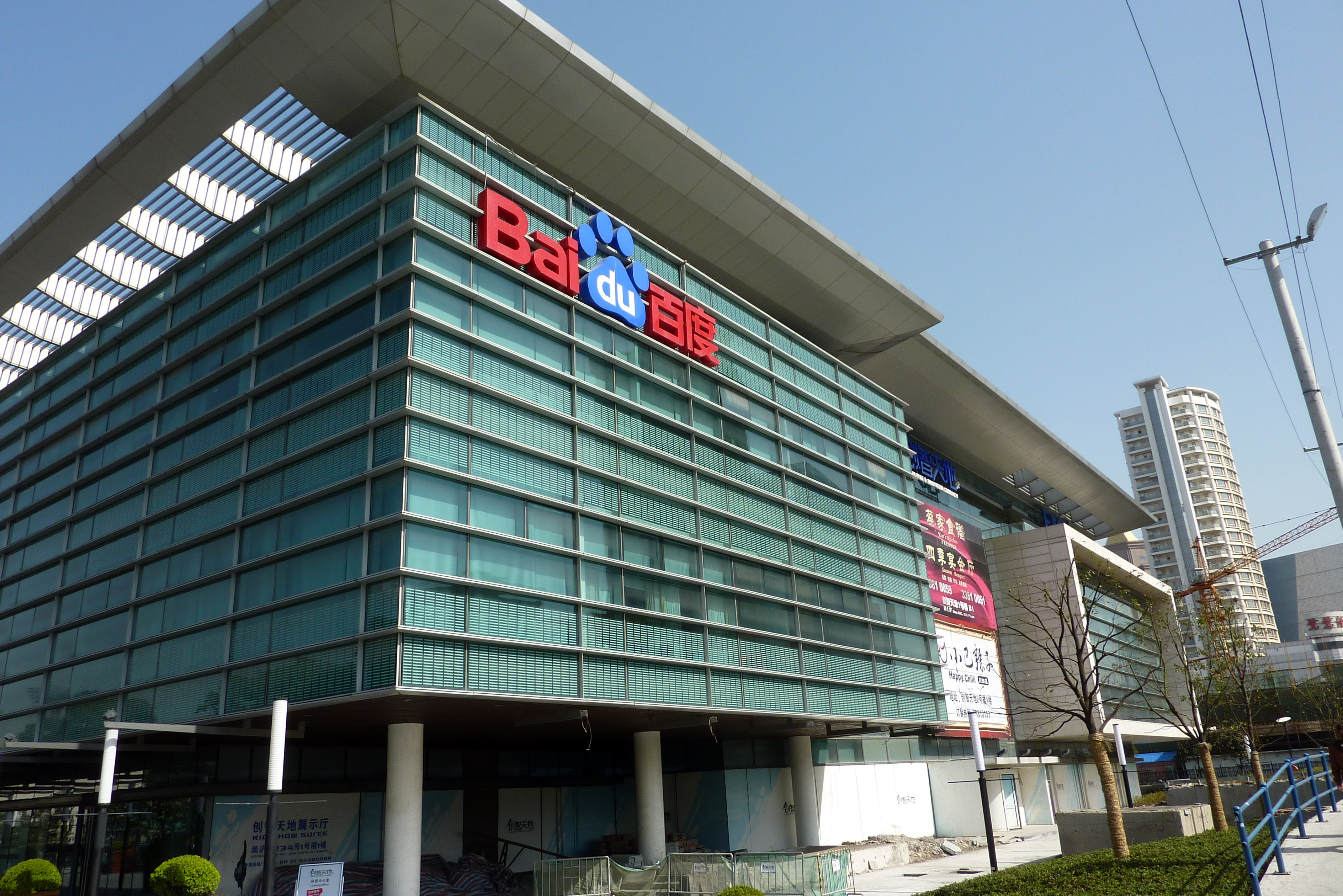
百度上海分公司

中國大陸的網絡使用者對百度公司以及其旗下產品評價，由於各自的經歷、使用偏好等各有不同，故對其之評價褒貶不一，常有爭論。

## 域名劫持
2002年9月，百度出現無法使用的情況，百度隨即緊急處理了“有害”信息（即“敏感”信息）之後，百度恢復正常。隨後，中國大陸網民發現突然無法訪問Google網站，此狀況持續了近2週，此事使大量網民被迫放棄Google而去使用百度。期間google.com域名被指向了包括百度在內的多家搜索網站，後來雖然恢復，但從此Google在中國大陸變得十分不穩定（现已无法在中国大陆直接访问），其中Web緩存曾長時間無法使用。
百度總裁李彥宏在北京大學的一次演說中被學生問及此問題時，否認百度曾有上述舉動。 
2007年10月18日，Google、Windows Live Search和Yahoo!奇摩搜尋再次遭到域名劫持到百度，引起海內外媒體廣泛報導。
2008年11月7日，中國大陸P2P資源分享網站VeryCD.com的母公司上海維西公司發佈公告稱，部分北京網通（聯通）用戶在訪問VeryCD.com、Emule.org.cn、射手網、BtChina以及中國境外的isohunt.com、mininova.org網站的時候，會直接跳轉到百度。隨後網通客服人員稱與此事無關。

## 流氓软件

### 软件强制捆绑安装
由百度开发的浏览器工具栏软件百度超级搜霸强制用户安装，而且无法完全卸载。在2005年7月11日被中国网络行业协会点名公布为10款流氓软件名单之一並被勒令整改。百度对此回应说，更名后的百度超级搜霸即百度工具栏可以完全卸载。
部分百度旗下产品进行捆绑安装，导致部分用户的电脑或智能设备在不知情的情况下被安装了一系列百度产品，被部分用户称作“百度全家桶”。

### 旗下网站暗藏恶意代码
2017年2月28日，经火绒安全实验室截获、分析、追踪并验证，当用户从百度旗下的两个软件下载站下载任何软件时，都会被植入恶意代码。该恶意代码进入电脑后，会通过加载驱动等各种手段防止被卸载，进而长期潜伏，并随时可以被“云端”远程操控，用来劫持导航站、电商网站、广告联盟等各种流量。

### 手机应用超范围申请权限
2018年1月5日，江苏省消保委认为百度公司旗下两款手机软件涉嫌侵犯消费者个人权益，经过两次约谈无效，向百度公司提起民事公益诉讼。1月11日，工信部信息通信管理局约谈百度企业负责人，要求企业严格遵守相关法律法规，遵循合法、正当、必要的原则收集使用个人信息。和百度產生糾紛的今日頭條則表示在百度搜索“江苏省消协”，其官网搜索结果被百度用红色标注：“提醒：该页面因服务不稳定可能无法正常访问”。而同一时间，其他搜索引擎结果都显示，江苏省消费者保护协会官网无异常，用户可以正常访问。

## 商標侵權訴訟
2020年4月23日在長沙知識產權法庭公開審理，長沙百度租車被百度公司控告商標侵權、不正當競爭。

## 搜索結果争议

### 魏则西事件
2014年，西安电子科技大学计算机系大二学生魏则西被发现患有晚期滑膜肉瘤。在采取各种化疗、放疗的方法后，魏则西家庭通过百度推荐的武警北京市总队第二医院肿瘤生物中心尝试所谓的“肿瘤生物免疫疗法”（DC-CIK疗法），在付出大量医药费（超过20万人民币）和时间后，仍然没有效果，2016年4月12日，因病身亡。事件随后在五一假期开始升温，导致百度股票暴跌。包括官方媒体在内的中国舆论对此也进行了批判，除了百度公司列为相关嫌犯而被整肃之外，事件延烧到医院将旗下科室外包给莆田系一事也被披露，武警二院在此事件中即遭到摘牌并起诉有关负责人。
事件发生后不久，有自称曾经在百度任职员工曝出百度使用在与一些医院合作安装的免费WiFi设备来窃取连接这些WiFi的人所使用设备上的数据，但目前此说法尚未被证实。

### 推广赌博网站事件
2016年7月17日，新京报记者发现，百度每到晚上10点钟左右开始推广赌博等违法内容，第二天早上9点就会悄悄撤下。7月18日，新浪新闻对此事进行了报道，指出百度管理层面的严重过失以及能力的严重不足。报道指出“大部分百度非企渠道用户认证信息都是盗用的，被盗用信息公司根本不知情，即使知道投诉了，代理商或非企渠道业务员会马上将“举报账户”下线，第二天换家公司注册继续推广。”
2016年7月18日下午，百度回应称所涉网站中的赌博信息均为企业深夜私自违规更改，百度已向公安机关报案。
2016年7月20日，百度关闭所有的商业推广页面。2016年7月末，百度又继续恢复商业推广页面。

### 百度搜索洋酒回收遭遇诈骗
2016年12月，深圳市民易女士近日向央广新闻热线反映，她家中有一瓶洋酒路易十三，市场价两万多。因为要搬家，易女士想把这瓶酒卖了。她通过手机百度，以“洋酒回收 深圳”为关键词，搜到一家名为“深圳儒雅礼品回收公司”在百度上的推广广告。易女士选择这家公司上门收酒。礼品回收公司的人上门后由于出价低于易女士心理价位，易女士拒绝交易。但是礼品回收公司的人趁易女士不备以假换真，用假洋酒把易女士的真洋酒掉包。第二天易女士发现洋酒被掉包后立刻报警，并且向百度客服打电话要求赔偿并关闭这家公司在百度的推广，客服回复她，百度有一个保障计划，但易女士当时使用百度搜索时没有登录百度账号，因此不符合赔付条件。对于诈骗公司在百度的推广，客服表示相关人员也会跟进，但需要当地公安提供材料。

### 假冒NARS中国大陆官网事件
2017年7月，有网友向北京青年报反映自己通过百度搜索NARS牌化妆品时遇到了假中国大陆官网，登录假冒官网后通过支付宝购买产品支付的钱却流入个人账户。北京青年报记者在百度以“NARS中国官网”为关键词进行搜索，发现排在第一位的就是“NARS品牌中文网站”。记者对于该网站的真实性问题，电话咨询了NARS所属的资生堂集团，客服表示因相关商品尚未进入中国大陆市场，所以网站确认为仿冒，同时所售产品质量也无法保证。就假冒网站涉及到的法律问题，北京青年报记者咨询了北京康达律师事务所韩骁律师，韩骁认为，根据《中华人民共和国消费者权益保护法》第四十四条中“网络交易平台提供者明知或者应知销售者或者服务者利用其平台侵害消费者合法权益，未采取必要措施的，依法与该销售者或者服务者承担连带责任。”所以，消费者可要求网络平台与销售者承担连带责任。

### 假冒苹果官方售后维修店事件
2018年1月21日，新浪微博用户“衣锦夜行的燕公子”发微博称，用百度搜索“苹果手机维修”的第一个电话是“4006368800”，但打过去，该网友觉得蹊跷，就又去苹果网站上找了一下，发现正规号码是4006668800，就差一个数字。苹果官方客服也表示，4006368800不是他们的号码，跟他们没有关系。有其他网友表示曾被这家假冒官方苹果手机维修店骗过。

### “复大医院”广告事件
2018年9月，据媒体报道，来自浙江宁波的周姓女子想去上海复旦大学附属眼耳鼻喉科医院治疗鼻炎，通过百度搜索“复旦大学附属医院”的地址及联系方式，但搜索到的结果均是民营的“复大医院”。最终周小姐选择“复大医院”就医，并在医生建议下缴费近万元做切除鼻甲手术，但病情并未好转。之后周小姐进行转院治疗，发现自己的病情仅需配药即可治疗。另外还有一名安徽的陈姓女子的孩子的后脑勺鼓起了一个小包，于是当地医院建议前往上海的复旦大学附属医院就医。陈女士通过百度搜索后，跳出来的结果第一条也是“复大医院”，后陈女士带着孩子去“复大医院”就诊，医生诊断为“右枕后海绵状血管瘤”。翌日陈女士带着孩子去复旦大学附属儿科医院检查，检查结果为长出了淋巴结，长大后会自然消失。对此百度表示，已经下线所有关于上海“复大医院”的推广内容，并对该医院的误导信息进行全面排查。另外工商及卫监部门也对此展开调查，要求医院立即停止违法行为，而该院也被处以医疗机构不良执业行为记分8分的处罚。9月9日，百度官方微博发布声明，决定将持续推进公立医院品牌保护项目，同时对复旦大学相关附属医院进行了搜索结果保护，搜索相关关键词将不会出现商业广告。

### “上海美国领事”广告泛滥
2018年9月6日，作家六六发布微博称她在百度上搜索上海美国领事馆官网的地址，充斥大量广告，而官方网站则非常靠后。随后百度回应称，向六六及广大用户表示诚挚歉意并下线与“上海美国领事”相关的代办签证等广告，并对上海美国领事馆官网及相关品牌词进行品牌保护。

### 高仿签证网站广告事件
2018年11月29日，复旦大学中文系教授严峰发微博称自己在办理土耳其的电子签证时，通过百度搜索到一个名为“土耳其签证中心”的网站，通过这家机构花费了129美元办理了土耳其电子签证。严峰事后发现，百度的搜索结果中位列前两位的“土耳其签证中心”都是第三方仲介机构，让他多花了近一倍的费用办理签证。

### 用户搜索“QQ邮箱”出现盗号网站推广
2018年11月29日，有网友反映在百度搜索“QQ邮箱”时出现盗号网站。这名网友的配图显示，在百度输入“QQ邮箱”进行搜索后，第一条标注有广告字样的搜索结果为“登录QQ邮箱”，该条搜索结果显示的网站地址为qq.qcxhc.top。百度认证信息显示，该网站属于宿迁咚童电子商务有限公司所有。当日下午，百度官方回应称，已将涉事网站封号并向公安机关报案。新京报记者联系涉事网站所属公司时，对方称已于2017年将公司卖掉，并否认在百度投放盗号网站广告。

### 港澳游冒牌旅行社
2019年2月4日至10日春节期间，深圳市消费者委员会共收到 “港澳游”投诉26宗，其中一半是通过百度搜索，在百度加V认证的网站中选择了自称深圳国际旅行社进行港澳游，在行程中游客被强制购买了珠宝、黄金、巧克力、手表等物品。除了强制购物之外，酒店、餐食也都与宣传不符。而自称深圳国际旅行社的网站，其实与正规的国旅（深圳）国际旅行社有限公司无关。
深圳市消费者委员会向央视财经记者模拟消费者使用场景，在百度搜索中进行了专项测试调查。在工作人员输入“港澳游 国旅”等关键词进行搜索后，首页第一条信息是一家名为“深圳国际旅行社”的广告信息，并声称为“国家旅游总局指定出境游旅行社”，但经深圳市消费者委员会工作人员核实，商事主体登记信息中并没有这家企业。
专项测试调查结束后，深圳市消费者委员会依据《消费者权益保护法》向百度公司发送监督函。深圳市消费者委员会发送监督函之后，百度官方给予了回应，决定暂停广东地区旅行社百度信誉V认证广告发布；清理百度自然搜索结果；承诺启动百度网民权益保障计划，对受害消费者先行赔付。
深圳市消费者保护委员会副秘书长于喜峰认为，百度V认证发布的很多推广的信息涉嫌虚假，已经违反了《广告法》，而《广告法》第56条也规定，如果广告发布者，明知或应知发布的内容为虚假，那么应当同广告主一（并）承担连带责任。

### 场外配资相关广告
2019年4月24日，21世纪经济报道记者通过百度搜索“场外配资”，首屏10条结果中有5条为配资平台的广告，前5条中甚至接连3条都是配资网站广告。然而根据中国证监会的规定，场外配资平台均不具备经营证券业务资质，有的涉嫌从事非法证券业务活动，有的甚至采用“虚拟盘”等方式涉嫌从事诈骗等违法犯罪活动。证监会还提醒广大投资者远离场外配资，避免造成损失。

### 搜索引擎填报志愿事件
2019年6月25日，山西省招生考试管理中心发布提醒，考生在网上填报志愿时，不要使用搜索引擎来搜索网上填报志愿系统网页，否则可能误入其他网站，使自己填报的志愿信息无效，并造成考生密码等个人信息泄露的不良后果。有网友曝出截图证明，通过百度、360等搜索引擎网站搜索“高考志愿”等信息，结果排列靠前的皆为收取高价服务费用的APP(应用程序)、网站或咨询机构广告，难寻官方填报志愿入口，存在不规范和安全风险等问题。百度就此事回应稱，百度自2013年开始就对考试招生院官网进行保护，将各地招生院官网在搜索结果进行显著位置展示，并为官网免费提供“官网”标识认证，此外，百度會针对省市级别的高考志愿相关检索需求，增加在结果页面进行风险提示。

### 搜索结果出现假殡仪馆事件
2019年7月，上海周姓男子家中老人去世，周先生通过百度第一条显示“上海龙华殡仪馆”拨打电话，工作人员上门后与周先生签订了合同。这份合同中，一个小厅8500元，其他火化等各种费用加起来要一万多近两万，工作人员坚称费用是国家规定的。第二天，周先生到龙华殡仪馆上门询问，才发现有猫腻，网上电话并非“上海市龙华殡仪馆”电话，收费也比正规殡仪馆翻个倍还不止，周先生遇上了“李鬼”网站。

### 诈骗团伙600万买百度推广卖假药
2019年12月，宿迁市沭阳县警方破获了一起网络诈骗案件，2018年5月份以来，几名嫌疑人将十几块钱的茶饮品包装成“包治百病”的“祖传神药”，主要通过百度广告的推广功能，进行推广诈骗，销售金额达1000余万元。受害人只要搜索甲状腺、乳腺结节等相应疾病的关键词，就会出现嫌疑人推广的链接，进而落入骗子的圈套中。据嫌疑人透露，先后将600多万元投入到了百度推广关键词的购买。他们将成本十几元至几十元不等的保健饮品谎称为能治疗甲状腺疾病、乳腺结节、糖尿病等疾病，并将其作为“特效药”以1280至1680元不等的高价推销，而在跟厂家提的要求里，他们只要求这些茶饮不要有什么副作用即可。嫌疑人马某交代：“我们9个人每人盈利了几十万，大部分的钱都用来推广了。”而在跟厂家提的要求里，他们只要求这些茶饮不要有什么副作用即可。为此，马某通过熟人认识了一个自称是百度公司的业务人员，对方答应有偿帮他做推广：“一天两三万，但保证在网上搜索到的第一个链接就是我的。”据悉，案发至今全国共有5000多人受骗。

### 百度搜索推薦假冒客服電話 營銷：只要交錢就行
2021年10月, 家住南京江寧的薛先生因洗衣機突然壞了，他第一時間想到的是上百度，搜索解決故障。後來被揭發是假冒售後人員，之後記者通過調查得知，
只需要付服務費，點擊費就可以登上百度的搜索頭條。

### 移动端、网页端推广“双标准”问题
2018年4月，微信文章《我为什么不敢用百度搜索？》在朋友圈流传，称网友在手机上百度搜索“德邦物流”，排名第一的是所谓的“德邦物流官网”。他拨打网站上显示的电话并下单，结果收到物流时发现发货的并不是德邦物流，而是一家假冒德邦名义开设的山寨物流公司。在推广广告的网页上，无论名称、标志，还是热线电话，甚至网站域名，都与正规的德邦物流极其相似。根据中国之声记者调查，山寨德邦的收寄标准也与正牌有很大差别，山寨德邦只收超过30公斤以上的大件，最低起运费500元以上；而正牌德邦的最低起运费为60元。在两名工作人员上门取件时，他们出示的快递单与正牌德邦的快递单有一点微小差别。在左上角“德邦”的LOGO字样旁，还有一个极小的“付”字，因此“付德邦”即为该山寨德邦公司的名字。而接单的快递人员并非在北京市西城区就近指派，而是从30多公里外的通州区赶来。另外。两名上门取件的工作人员均没有穿着“德邦”的快递工作服。记者随后在移动端搜索“天天物流”，显示排名第一的是“菜鸟裹裹”，排名第二的是“安能物流”。之后记者尝试在百度搜索包括医院、酒店住宿在内的一些热门词条时，搜索榜排名靠前的经常也存在“干扰广告”，并且搜索的显示情况常常不同。由于手机端的屏幕大小限制，竞价排名靠前的广告很容易挤占位置，用户如果不往下划，可能很难找到真正要搜索的内容。事件发生后，百度公司通过百度推广官方微博发表声明，称由于百度在资质审核和授权关系方面的误判，导致了此次违规推广行为，向有关方面致歉，对非德邦物流使用“德邦物流”关键词推广的商户全部下线，对此次事件中受到损失的百度用户进行赔偿保障，并对媒体的监督报道表示感谢。在声明中写到，此前百度移动平台搜索“德邦物流”，出现了两个推广商户。报道中所述“付德邦”品牌，实际是一家名叫“德邦物流服务（深圳）有限公司”的企业。而另一个推广商户，名为深圳卡航德邦物流有限公司，还拥有德邦物流股份有限公司的官方商标授权书，后经德邦物流股份有限公司查实，德邦物流与上述两家公司没有任何关系，也并未对深圳卡航德邦物流有限公司进行过任何授权，其提交给百度审核的授权书系伪造。
另外，《南方都市报》记者也就该现象进行调查。据报道称，记者分别以“肾虚”、“胃炎”、“减肥”、“肌肉萎缩”为关键词，在百度网页端上进行搜索，发现在第一页搜索结果中，没有出现任何广告内容，只有一些网页信息和百科知识。而在移动端上，则给用户呈现的是另外的搜索结果，排名靠前的都是广告。

### 出现“购买新毒株”广告问题
在南非发现新冠病毒变异株奥密克戎时，用户使用百度搜索南非新毒株时，自动出现淘宝匹配广告：“买南非发现新毒株上万能的淘宝！优享品质惊喜价格”。百度应该是直接将热门关键词打包出售给广告主进行匹配，无论是淘宝还是百度都没有对这些关键词进行审核。

## 百度贴吧相关争议

### 2009年被互联网整风行动谴责与曝光
2009年1月5日，百度的百度贴吧、百度空间被中国违法和不良信息举报中心在全国整治互联网低俗之风第一批曝光网站名单曝光，并且排名第二位，仅位列Google之后。并且在1月8日的《关于全国整治互联网低俗之风专项行动第一批曝光网站整治情况》的通报中百度被归为“清理整治工作不力的网站”。
曝光内容为：
“百度网”的“百度贴吧”以及“百度空间”中存在大量的低俗图片，部分版块存在淫秽色情的内容；“百度搜索”的“网页搜索”结果中存在大量淫秽色情网站链接。该网站接到举报中心的通知后，未采取有效措施。
整治情况通报为：
“百度网”对“百度贴吧”、“百度空间”以及“网页搜索”进行了清理，但仍存在大量低俗内容；

### 2009年高校贴吧禁言事件
2009年是六四事件的20周年，百度贴吧为了封禁言论，从5月23日开始对中国高校贴吧禁言，用户只能浏览帖子、但不能发帖或回复帖子，用户尝试回复时则会显示“抱歉，本吧目前只能浏览，不能发帖”。
2011年12月，部分高校贴吧已经解除封禁。2012年2月，百度突然宣布将已经解禁的高校贴吧和其高校的替代贴吧合并，其大吧主要求实名注册申请。
2013年1月起，绝大多数高校贴吧开始陆续解禁，并开始招募吧主；一些大学的贴吧也逐渐解禁。并且重新制定了吧主制度。然而2016年3月1日，清华大学吧的吧务团队被百度官方全部撤换，这引发了一轮爆吧行动。

### 2012年百度员工收受贿赂付费删帖
根据媒体报道，百度员工许某负责百度贴吧内吧主投诉和吧主审核工作。他与原来的同事吕某商议，由吕某负责联系外部人员，许某利用职权来删帖、任命或者撤销吧主，以此赚钱。他们合伙删除数百条帖子后，许某从吕某处获得好处费8万多元。2012年7月，百度公司报案，许某和吕某因此被抓。

### 被净网2014行动谴责与曝光
2014年6月5日，百度贴吧被国家新闻出版广电总局相关部门予以调查，理由是该网站与网易博客、土豆网、道客巴巴等52家网站涉嫌登载传播《令人战栗的格林童话》系列、《黑暗童话》系列、《邪恶童话》系列等涉黑、涉暴、涉淫秽色情违法违规网络出版物行为。广电总局声称一经查实，将依法做出处罚，追究其民事与刑事责任。事后百度宣布展开“打击敏感不实信息专项行动”，并开设专栏公示被删除的信息总数和已封禁的账号，还要求网民配合举报删除含有“敏感不实信息”的帖子，一些知名贴吧和“贴吧倡议联盟”参与者纷纷发帖声明配合。

### 2014年百度卫士捆绑安装流氓软件
2014年360杀毒的著作者，奇虎董事长周鸿祎在其新浪微博中指出百度卫士恶意捆绑流氓软件，利用IE浏览器的漏洞，在未经用户知情和授权的情况下将软件安装至电脑上。周鸿祎在微博中称百度为“百毒公司”，“耍流氓”。百度则不满“百毒”这些称谓，将360诉至法院，要求赔礼道歉并赔偿人民币500万元。

### 盗版网络原创文学问题
据《南方都市报》2016年4月25日报道，百度贴吧利用盗版手法，向网友提供大量侵权的原创网络文学作品。对此，网络文学作家已经通过多种方式举报并维权。2016年5月23日，百度贴吧发起打击盗版行动，包括《鬼吹灯》、《盗墓笔记》等小说类贴吧大多数被封禁，用户在进入上述贴吧时会有“根据相关法律法规和政策，本吧暂不开放”的提示。后百度贴吧称此举为加大正版保护力度，维护原创作者权益。

### “賣吧”事件
“賣吧”即是百度把某一個吧的吧主撤下（原吧主並無違規現象），然後把吧主的職位轉移給另一個已經支付給百度一定金錢的使用者，而該新吧主多是教育培訓機構、醫療機構、遊戲機構等。這個過程也稱為“空降吧主”。

#### 2015年舰队collection吧吧主被调换事件
2015年1月14日，舰队collection吧的3位原吧主在无事先警告的情况下被百度贴吧管理组以“接到用户举报”“不积极配合官方活动”等理由撤下，并解散吧务团队；随后14日晚间至15日，该吧先后“空降”了数名新吧务，其中包括舰娘国服吧原吧务“athlon18”（1月15日，“athlon18”在舰娘国服吧的吧务被撤下）。贴吧内传出舰队Collection私服相关人士强行控制舰队collection吧和该吧吧务被盗号（已由百度单方面证实）的传言。传言称，百度官方在收受了舰队Collection私服人员70万元人民币之后，将原吧主撤掉，并变更为私服有关宣传者管理，并且将私服游戏的宣传内容置顶。此事件引起吧友和其他爱好者强烈不满，舰队collection吧被以同人本等方式爆吧，其私服网站也受到大量DDOS攻击。舰队collection吧大量精品贴被撤下，大量关注用户和会员流失，该吧一度陷入瘫痪；舰队collection吧开启临时保护措施，仅限吧务团队发帖，后解除。1月15日及随后，新吧主“athlon18”、“阿秀林”以及百度官方分别否认相关传言，发帖禁止私服话题并做出解释，呼吁冷静对待事件。1月27日，百度撤销其认为违规上任的2名新吧主，但保留了原舰娘国服吧吧务“athlon18”的吧主权限。2月6日上午11时，百度撤下了“athlon18”的吧主以及其它吧务的权限，批准了“南风之受”的吧主申请。
由于相关传言引起公愤，一些贴吧的吧主也将“出售吧主”的帖子进行直播或置顶，以此进行抗议和调侃。一时之间，“70万”成为各大ACG网站流行语。

#### 2015年Minecraft吧空降吧主事件
2015年9月21日，有网友爆料称Minecraft吧被百度以930万的价格卖给了一款叫《我们的世界》的手游，吧主也被更换为“我们的世界Gm”。同时，Minecraft吧置顶帖被更换为“我们的世界Gm”发出的“沙盒网络手游《我们的世界》安卓首测”，以及三个包含《我们的世界》游戏下载链接的帖子，原来的置顶帖被取消置顶。以上行为据称都是百度方面和新吧主利用权限发布的。
Minecraft吧原吧务回忆说，早在2015年8月25日，一家游戏公司就希望他们帮忙宣传《我的世界网络版》。但由于各种原因，Minecraft吧吧务们拒绝了他们的要求。
有网友试玩游戏发现，该游戏的内容（包括画风、玩法等）与Minecraft基本一致，唯一不同的是，《我们的世界》里面的所有材料都需要充值购买。这引起了Minecraft玩家和吧友的抗议。部分吧友开始对“我们的世界手游吧”和Minecraft吧开始爆吧，随后疑似遭到百度官方与新吧主对该贴吧进行特殊处理，如贴子被删除与发贴的帐号被封禁一天等。
9月22日早晨，原Minecraft吧吧务宣布夺回了贴吧控制权，并宣布全吧进入紧急状态；吧务已通过渠道联系到相关部门，侵权内容将使《我们的世界》手游付出代价。目前，该帖子已被删除。

#### 2016年血友病吧事件
2016年1月7日，开始有网友陆续爆料称血友病吧以及其他疾病类贴吧被百度售卖，事件过程同舰娘吧和Minecraft吧被众多网友斥责为草菅人命的行为，血友病吧友再次将百度称为“百毒”。1月13日，百度贴吧宣布，所有病种类吧全面停止商业合作，只对权威公益组织开放，其中血友病吧大吧主已变更为“北京血友之家”。不久后，百度“方城吧”和“郑州吧”也卷入卖吧事件，其中“郑州吧”一年管理权的售价为200万人民币。
2016年1月16日，中国国家卫计委召开例行发布会，就该事件已向百度了解情况。同日，国家互联网信息办公室针对该事件所突出问题，约谈了百度主要负责人。百度负责人表示，将认真反省公司管理失责问题，并将就“血友病吧”一事再次向网民作出说明，作出全面整改。2月20日，百度通报了该事件的处理结果：百度副总裁、CBG主管兼贴吧事业部总经理王湛，百度总裁、EBG及大市场体系主管张亚勤等，被公开通报处罚。
2016年5月1日，华商韬略发表报道称向百度购买病种类吧的最大金主来自莆田系。关于此事件，新浪、搜狐等主流新闻媒体都有专题报道。

#### 學科類貼吧被賣事件
2015年8月，高中數學吧被賣給“精華教育”，并空降了百度ID為“高中数学吧吧主”的新吧主，這期間經過協商，精華教育答應保留吧友的自治權利，即保留部分原吧主，但時隔不久，原吧主也被撤下，高中數學吧完全被賣。不過，後來由於某些原因，精華教育不再擔任吧主，高中數學吧被奪回。2016年1月13日到22日之间，精华在线网再次背弃承诺，累计发表了58个广告主题贴。此举又引发了一次爆吧热潮。此时的空降吧主为“高中数学领路人”和“高中数学专家”。此次事件还引发了吧友注册了一些类似的ID，具有嘲讽意味，如：“高中超理专家”、“高中哲学专家”、“高中民科专家”、“高中数学专家”等。经历了爆吧风波后，精华在线网离开该贴吧。随后接手的简单学习网，暂时无采取大量宣传活动。
2016年4月26日，化学吧吧主兼高中化学吧吧主“虹Rreflect_F”在化学吧发贴，宣称高中化学吧吧务全体被撤。次日，晶体化学吧（页面存档备份，存于）的吧务也全体被撤。

#### 院校类贴吧被卖
2019年，一些英国院校被卖给“异乡好居”，并空降吧主。在此期间，异乡好居在吧里发布广告，假借在校生名义发布群组骗取新生加入；并已“宿舍无法申请”的理由欺骗许多新生以高于市场价许多的价格租住条件极差的公寓，实则院校是保障新生的宿舍名额。

### 守望先鋒吧被封禁事件
2017年4月29日，百度在沒有說明任何原因的情況下，將守望先鋒吧的全部內容清空，並且禁止創建這一貼吧。百度官方给出的答复是吧内存在大量违规信息。可多数吧友指出，是因为有小吧主多次删除百度的推广贴才导致被封。而此吧如今恢复正常运行。

### 戒赌吧被封
- 在被新华社播发《戒赌还是诱赌？——赌博沉迷者“借名”网络聚集调查》曝光跑路、老哥等不良信息后，[80]百度贴吧暂停关注用户数逾1400万“戒赌吧”服务。[81]

## 百度网盘相关争议

### 用户隐私问题
2017年7月18日，自媒体用户发文称，因为用户通过百度网盘公开分享的文件可以被所有人任意阅览与下载，所以在一些第三方网盘搜索网站上也可以搜索到这些文件，其中就有网盘用户通过公开方式分享的个人照片、通讯录等涉及个人信息的文件，这也造成了一定程度上用户隐私泄露的隐患。
2022年8月18日，有网友称自己应聘了百度网盘的人工审核员，并展示自己可以审核用户上传的照片，引发关注。当晚，百度网盘官方回应称人工审核照片系谣言。

### 净网行动
因为百度网盘的文件分享功能便利，不少用户利用其传播一些在中华人民共和国的境内网站受到限制的内容，例如色情内容，因此百度网盘曾经被中国大陆相关部门约谈。自2014年起，百度网盘几乎每年都响应中华人民共和国全国“扫黄打非”工作小组办公室主办的“净网”专项行动，对用户上传的文件进行自我審查，删除某些在中国大陆境内的受限内容:
| “ | 百度网盘将对用户上传、存储、分享的色情淫秽、暴恐等不良信息以及涉侵权的文件继续加大清理力度。对于相关的不良信息及严重违规账号，将采取全面清理、永久封禁的措施。 | ” |

2014年的扫黄打非·净网2014期间，很多用户发现自己网盘中的一些视频被替换成“8秒百度云净网行动公告”（俗称“8秒教育片”），被替换的视频一部分是涉黄视频，也包含其他类型的视频。有用户反应，自己妻子给刚出生的儿子喂奶的珍贵视频也被替换，从此不再信任百度。不少用户抱怨百度网盘未尽保护用户上传数据隐私的责任。为了绕过审查机制还出现了一些新的上传手段，如更改文件后缀名等。

### 下载限速
百度推出“超级会员”伊始，便陆陆续续有用户反映百度网盘限制了普通用户和普通会员用户的下载速度。百度官方否认限速行为：
| “ | 问：使用百度网盘PC客户端下载/上传遇到失败、中断、速度慢、路径无效、无权限，怎么办？ 答：网盘客户端上传下载速度均未做任何限速，原则上速度取决您带宽大小 | ” |

一些用户因此开发了各种尝试破解百度网盘限速的方式，如使用第三方客户端PanDownload以及共享超级会员账号。对此，2018年4月，百度网盘采用了封杀非官方版本的方式进行应对，使用非官方版本下载网盘文件，将会出现失败的情况。更进一步的，如果帐号存在大量异常请求，将会被锁定。
2020年4月15日，PanDownload的开发者蔡某明因刘某报案称其下载的该软件会在未授权的情况下，会导致隐私照片和文件泄露，而被警方逮捕。舆论认为此举是因为百度网盘为打击第三方网盘，维护自己利益所做出的行为。
2021年11月17日，在工信部的要求下，百度网盘、腾讯微云等8家网盘企业共同签署《个人网盘服务业务用户体验保障自律公约》，承诺2021年内将推出“无差别速率”产品，为各类用户提供无差别的上传/下载速率服务。《公约》要求在12月31日前落实。百度推出百度网盘的青春版云盘，为免费用户提供10G存储空间。百度网盘对现有版本和青春版云盘文件是否可以互通的问题未作出明确的回应。

### 服务限制
2018年3月初，有来自台湾的用户发现，台灣IP疑似被百度網盤封鎖，原本可以正常访问的页面会显示“啊哦，你所访问的页面不存在了”的消息，台灣用戶也無法向其他国家用戶正常分享資料。新疆的IP也在被封锁之列。

### 用户激励计划与P2P，强行占用带宽资源
2020年4月，用户发现百度网盘PC客户端在很多普通用户不知情的情况下，默认勾选了设置-传输-高级设置页面中的“加入用户激励计划”。百度网盘官方对这一始于2019年5月的用户激励计划的描述如下：
| “ | “用户激励计划”是百度网盘为提升 PC 客户端用户体验而推出的一项活动。开启后根据用户的活跃度和使用情况，奖励相应的积分。通过本计划获得的积分相当于您在百度网盘中的财富，可以到手机端 app 中兑换百度网盘超级会员、特权，或者其他丰厚奖品。取消后不再有积分奖励，请慎重选择。 | ” |

一些用户经过测试后发现，在没有使用百度网盘PC端进行上传或下载的时候，该软件仍然占用了一部分带宽，不少用户的网络速度因此被拖慢。在随后4月20日的百度网盘官方微博的声明中，百度承认“用户激励计划”使用了P2P技术。
| “ | 问：不喜欢P2P，如何关闭？ 答：目前P2P暂时无法关闭。请您随时关注。 | ” |

经过计算可以发现，加入用户激励计划后所获得的积分能够换取的奖品和服务实际上非常不划算。百度官方估计，“在保持每日持续贡献1MB/s带宽、5G空间、7小时在线时长，预计每月可获得1000积分。”而1000积分只够换取5分多钟的高速下载，而百度网盘之前公布的单次/单日下载加速服务价格，闲时为1.9元，忙时为2.9元，完全无法补偿其对带宽的挤占，以及频繁读写硬盘对硬盘造成的损害。甚至就连每月电脑开210小时所需付的电费都远多于此。
4月20日，百度网盘通过官方微博表示，在21日发布的百度网盘PC端新版本将对“用户激励计划”的全部做取消处理。

## 百度百科相关争议

### 開放性爭議
百度百科自稱为内容开放、人人可编辑的网络百科全书，并提倡用户间平等、协作的精神，一般中國大陸的網站在比較百度百科及維基百科時，也都會強調「百度百科」與「維基百科」一樣是一個「让所有网民参与编撰的网络百科」。百度百科对用户的编辑权限进行了部分限制，一些权限需要用户在达到一定的贡献量和活跃程度后单独申请，少量名称被长期白纸保护、内容被长期锁定的条目则无法被官方以外的用户所创建或编辑。百度百科的管理人员由百度雇佣和任命的方式产生，与其相比普通用户所能争取到的管理权限也较为有限，仍处在辅助的地位。与百度百科的发展所相关的政策决定并非通过公开的讨论、评议和投票的方式产生，普通用户对此缺乏影响力、话语权及编辑权。此外，百度百科上线本人编辑服务，实质为商家的品牌推广百科，中立性遭质疑。
2017年，在315晚会透露快懂百科付费可以认领词条后，有网民发现头条百科宣传可以“七天杀死癌细胞”的词条极藻5s在百度百科也存在，这也引起了关于百度百科开放性的争议。

### 版權爭議
在「百科协议及百度百科的權利说明」中，「百度百科规定用户所发表的内容版权归原作者所有，若为转载其版权归属则以原作者或原网站版权声明为准，一旦发表后，用户同意百度百科对其享有免费的、永久性的、不可撤销的、非独家的和完全再许可的权利和许可」，並进而在條目最底處均標示了版權所有的「©2025 Baidu」。百度百科用户从受版权保护的网站或正式出版物上转载内容时常不列明来源和标示原作者或原网站的版权声明，或完全忽视其授權條款，造成对他人著作權的侵犯，如維基百科的條目使用版左（Copyleft）的自由內容授權條款，而百度百科所使用的版權許可並不自由，百度百科使用維基百科的條目內容屬於侵犯版權，有些甚至把維基百科的條目全抄，有違中國大陸的著作權法。
因版权问题，百度百科的內容并不符合各種公認的有關開放或自由的定義。

### 破坏恶搞
百度百科长期受到破坏和恶搞问题的影响，通常情况下出现在有争议或大众性的条目中（如公众人物），用户或删除、清空不符合其价值观的文字，或插入虛假資訊，或进行调侃以至诋毁。也有一些地方主义者或持有排外观点的用户对城市和行政区划类条目进行破坏恶搞，或鼓吹各自地方，篡改客观真实内容，或恶意丑化其他地方。
百度百科中的条目内容很多是经复制粘贴，故频繁被人上传网络流行的恶搞文章，如恶搞革命烈士的条目“史习焜”，「城管」曾被解释为“形容残酷、血腥、恐怖”、“等同于打、砸、抢”，「专家」曾被解释为“吃饱了没事干或正事一件都没干过”。由于这些恶搞已是网络上流传已久的段子，所以大多数编辑者对这种错误的解释视而不见，表示默认。
一些出现在百度百科中的恶搞行为进而对其他媒体产生了误导，如条目“布拉格之春”曾被用户将《紅色警戒2：尤里的復仇》中“尤里的复仇”一词恶搞为正式的軍事活動代号，并在上海电视台纪实频道《中苏外交档案解密》节目中被当做史实引述；条目“航母杀手”中用户将英伟达Geforce系列显卡GTX690恶搞为“690战术核显卡”，同样被甘肃卫视《解密真相》节目原文引用，引發討論。
2009年1月初，一篇名为“百度十大神兽”的文章在网上发布并形成網絡快速傳播現象，网友将一些涉性内容、不雅用语按照谐音恶搞为事实上不存在的动物，并在百度百科中发布，如草泥马、达菲鸡、法克鱿、尾申鲸等，被删除后又相继出现“十大神秘美食”、“十大神器”等后续作品，使百度百科受到广泛质疑，但现状条目已全部被删除并白纸保护。
部分用户也常针对系统过滤式审核的缺陷，创作一些内容看似学术严谨但实为伪科学的条目，或以明显违反科学常识、夸夸其谈的语调来对专业条目进行讽刺恶搞，例如化学条目超盐酸、聚甲烷和卡元素。2014年4月“对二甲苯”条目由于“低毒”属性被篡改为“剧毒”而爆发编辑战，引发媒体广泛关注。
百度百科也是韩国民族主义者推行韩国起源说的目标。2020年12月，韩国诚信女子大学教授徐坰德就百度百科指“韩国泡菜源于中国”，向百度发电子邮件提出异议，但涉事词条“泡菜”截至同年12月未得到更改，且被锁定不开放编辑。其后有韩国政府背景的韩国网络外交使节团于次年1月在请愿网站“Change.org”发起联署，要求百度百科删除相关内容。2021年2月，微博、豆瓣等社交平台上陆续有网友反映，百度百科有大量历史文化相关的词条遭到修改，包括“华夏”“朝鲜族”“东夷文化”“宗庙祭礼”“宗庙礼制”“影壁”和“丹青”等近百个，改后的内容偏向韩国史观。例如指宗庙祭礼是“是韩国宗庙祭祀朝鲜王朝君主和王妃的儒教仪式”、宗庙礼制“以韩国的宗庙祭礼最为著名”、朝鲜族“不应用来称呼韩国人、朝鲜人及其他非中国地区的韩裔”，部分网友质疑相关编辑是韩国网友所为。百度百科于3月15日对投诉做出回应，称已针对反馈的词条逐一查证核对，完善完整性和正确性。同时，百度百科宣布未来仅向“百科专业编辑用户”开放历史版本的查阅和对比功能，以免受到过期信息干扰。
2021年，有网友在百度百科发布关于一档名为《青蛙小王子艾克斯的电视》栏目的相关内容，但井陉县融媒体中心和当地一个名为郝贵祥的主持人表示该内容不属实。
2022年7月，男演员“王俊伊”被网友发现为杜撰，现时该词条已被删除。

## 侵犯版权
美國特別301報告批評百度提供MP3音樂下載，称其為中國規模最大的侵犯音樂版權的網站。
环球唱片、百代公司、新索音乐娱乐股份有限公司、华纳音乐及几家中国本地公司在2008年6月3日这天，针对其音乐盗版问题，发表联合声明称，百度是中国最大、最顽固的盗版音乐提供商，坚决抵制百度已成为各方的共同目标。并且向各大广告公司发出信函，呼吁他们审慎考虑是否应继续在存在盗版行为的媒体上投放广告。
韩寒曾分别于2011年及2012年因版权问题向百度发出诉讼，两场官司均以百度败诉告终。
维基媒体基金会和互动百科此前均指责百度百科使用内容不注出处的行为侵犯版权，但却一直得不到百度的任何回复。2008年4月，百度首席科学家张以纬称，中国人应该用百度百科，没有理由用中國境外的服务维基百科。
2013年11月27日晚，中国中央电视台财经频道经济半小时播出专题节目《网络版权再起纠纷》，揭露了百度、快播等视频网站的盗版黑色链条。节目报道，11月13日，搜狐视频、腾讯视频、光线传媒等公司的张朝阳、优酷土豆视频古永锵、乐视网刘弘、光线传媒王长田等人共同启动了“中国网络视频反盗版联合行动”。节目称，百度等作为播放器提供技术，互联网上的站长则为其提供片源，百度的行为是将风险转嫁给了这些上传视频内容的个体。
2018年12月，今日头条状告百度，称其未经授权许可，百度旗下“百家号”网站及“手机百度”APP传播今日头条旗下悟空问答《天津菜是由鲁菜改良衍生出来的吗？》问题中作者回答一文。海淀法院一审认定百度败诉，需赔偿今日头条160元经济损失。

## 涉嫌侵犯隐私
2013年某日，江苏南京的朱女士在百度上使用“减肥”、“隆胸”等关键词进行搜索，在她随后登录的其他网站里，出现了与这些关键词相关的广告。朱女士把这些网站关闭后重新打开，发现相关内容廣告还是会出现。朱女士认为百度在未经允许的情况下记录她搜索的关键词，並将她的兴趣爱好、生活学习工作特点等透露在其他网站上，还推送相关广告，属于侵犯隐私的行为，为此她将百度公司诉至南京市鼓楼区人民法院，请求判令对方停止侵权、立即道歉并赔偿她精神损害抚慰金1万元。经历两次审判，百度公司一审败诉，二审胜诉。
2017年10月10日知乎用户“tgyfjyj”曝光百度和莆田系医院合作使用“百度黄金眼”收集患者隐私，引发巨大争议。

## 内容审查
百度中文搜索引擎有一个庞大的过滤词汇表，对搜索及其他服务进行内容过滤。在搜索一些中国官方不允许公布的词汇或图片时会显示“根据相关法律法规和政策，部分搜索结果未予显示。”李彦宏指，百度是一家总部在中国的公司，显然需要遵守中国的法律。某类信息或内容被视为是非法的，他们必须从搜索结果中将其删除。还有，中国搜索用户主要对娱乐和商业等领域感兴趣，对被中国政府视为非法的内容并不感兴趣。2011年8月，在中国中央电视台连续曝光百度允许付费虚假广告轻易出现在搜索结果中，以及竞价排名的弊端后，百度屏蔽了关键词“CCTV 百度”的结果。搜索这个词，也会出现“搜索结果可能不符合相关法律法规和政策，未予显示。 ” 
2011年5月18日，八名美国纽约居民向曼哈顿地方法院提出诉讼，控告百度和中国政府封锁和审查网页。起诉书中称，百度是中国政府政策的代理人和执行者，在网上封锁提及六四事件的信息，使原告的有关文章和视频无法作为搜索结果显示。原告认为，审查制度侵犯了美国宪法、纽约州宪法和法律赋予他们的权利，因为在美国使用百度搜索也受到了影响。原告提出了1600万美元的赔偿要求。百度发言人拒绝置评。中华人民共和国外交部表示，中华人民共和国政府依法管理互联网「符合国际通行做法，属于主权行为。根据国际法，外国法院没有管辖权。」
从2007年4月14日起，百度日本无法在中国大陆正常访问，对此，《人民日报》下属的人民网转载刊登了DoNews对此进行的报道，报道的标题是“百度日本站被GFW屏蔽，疑与色情内容有关”。不过，有前百度员工指，百度日本在中国大陆不能访问的原因其实是他们禁止了大陆IP浏览所致。

## 色情内容
2009年12月13日，中国中央电视台《朝闻天下》栏目播出了“百度少儿搜索”存在“黄色内容”的消息。报道称，在百度测试了三年的少儿搜索引擎中，输入“聊天”、“激情”等词语后，搜索结果是大量色情网站的链接。被曝光后，百度很快关闭了“百度少儿搜索”，但在“百度老年搜索”仍然存在色情内容。
2017年8月，“百度地图”被曝成为上海地区地下色情业的招嫖平台，百度地图回应已下线涉黄虚假信息，并展开全面核查。
2018年8月，有网友在百度图片上搜索“雪白”、“嫩滑”、“胸膜”、“波涛汹涌”、“鲜嫩多汁”、“三点透视”等词，出现一些毫不相关的色情图片，并和Google图片搜索的结果形成对比。例如“嫩滑”一词，Google上的搜索结果是美食图片，而百度上的搜索结果是穿着暴露的美女照片。
2019年2月28日，自媒体“新闻实验室”称，百度百科内许多广州小学和幼儿园词条不少参考文献的链接指向色情网站。本身词条在撰写的时候链接内容确实是学校相关，后来域名被色情网站买下，但是百度没有检查百度百科中的失效链接和可疑跳转。对此百度回应称已经紧急删除了文章内提及的词条中被色情网站利用的参考资料网页，百度即刻全面排查以该色情网站域名为参考资料的所有词条，并进行相应处理。后续百度将加大对百度百科词条参考链接的巡查力度。

## 行业纠纷

### “作业帮”纠纷

#### 引起不良学习习惯
作业帮，百度知道网页版及手机app  之类的在线搜题软件，因其被在校学生用来抄答案，它的出现因此广受争议。  
光明网在2015年11月7日，发表了《“作业神器”，究竟是帮还是害？》提及：
|  | “作业神器”并没有利弊之分，主要看学生使用的态度和目的，如果一个学生自主性强，就会将此类软件当成一个辅助学习的工具，通过它来学习解题步骤和方法；但如果是自主学习能力差的学生，这样只会让学生把软件当做完成作业任务的偷懒途径，久而久之就会养成不良的学习习惯。 |

#### 涉嫌抄袭学霸君界面
2016年5月，谦问万答吧公司起诉百度，称百度作业帮抄袭了学霸君的界面设计，侵犯著作权，索赔50万元。

#### 陷害小猿搜题事件
2017年8月9日下午3点半到4点半，多个用户账号短时间内在小猿搜题评论区发布多条涉黄信息，随后有公关公司在微博大肆传播“小猿搜题涉黄”。8月10日晚6点半，某电视台播出报道《学习APP惊现“黄段子” 熊孩子父亲投诉无果将其曝光》。声称自家孩子在小猿搜题上偷看涉黄内容，向小猿搜题客服投诉无果。2017年8月14日，小猿搜题召开媒体沟通会，指控百度作业帮员工在小猿搜题应用上恶意发布涉黄信息，并蓄意进行传播诋毁。小猿搜题拿出证据表明，在评论区发布涉黄信息的用户IP来源于百度作业帮办公所在地使用的IP地址。而电视报道中的所谓“家长李先生”其实是百度作业帮员工王某，其采访客服的录音内容也经过了精心剪接拼接。8月14日晚，百度作业帮对此事作出回应，称「某同行的陈述与事实相悖，是同行的诋毁和诽谤。」

### 与今日头条的糾紛
2018年1月有网友在社交平台脉脉透露百度内部架构调整，成立内容生态市场部，由百度公关总监熊赟直接负责，并称该部门的主要工作，是整合内部公共关系、政府关系资源，打击百度在信息流领域最大的竞争对手今日头条，内部代号：“打头办（打击今日头条办公室）”。而后又有媒体人指出：原供职于北京日报旗下的京报传媒的资深媒体人任强已经加入了“百度内容生态市场部”，佐证了“内容生态市场部”（打头办）的存在。1月29日晚间，今日头条在声明中表示，其接到用户举报，在百度搜索“今日头条”相关内容，排序第一的搜索结果，是由百度旗下的自媒体平台“百家号”于2017年12月中旬发布的一条有关今日头条被要求整改的文章。排序第二的搜索结果，是“今日头条官网”，却用红字标出警告：“提醒：该页面因服务不稳定可能无法正常访问”。對此今日头条表示將向法院提起诉讼。百度方面表示今日頭條一系列的行为是自身发展困境的焦虑。1月30日，北京市海淀区人民法院正式受理了今日头条起诉百度不正当竞争一案。案件于2020年11月30日在北京市海淀区法院一审宣判，被告百度公司被判构成商业诋毁不正当竞争，责令其立即停止上述不正当竞争行为，赔偿原告字节跳动公司经济损失和合理维权费用50万，并在其官网和客户端显著位置刊登声明为原告消除影响。百度方面表示会提起上诉。

## 百度其他争议

### 建党节虚假献花
2011年正值中国共产党成立90周年，2011年六月中下旬开始当用户在百度搜索“建党”二字时，会在搜索页面中得到一个献花网站，用户可以选择在网络上给中国共产党“献花”。不过有网民指出所有的“献花”都是不存在的，并且献花数字版只是一个Flash，数字只是会随着时间增长而自行增长，与网民的“献花数”无关。被發現後百度自行撤下了献花功能。

### ImageNet图像识别挑战赛作弊
2015年5月中旬，百度称其在ImageNet大型图像识别挑战赛（ILSVRC）的图像识别测试中将错误率降低至创纪录的4.58%。但是在2015年6月2日，ImageNet挑战赛组织者发表声明指出，在2014年11月28日至2015年5月13日期间，百度的参赛团队使用了至少30个帐号向测试服务器进行了至少200次提交，大大超过了比赛规定的每周提交两次的上限，属违规行为。百度被ImageNet挑战赛禁止在2016年提交ImageNet测试成绩。

### 用戶體驗總監演講內容不當
2016年7月1日，國際體驗設計大會在北京国家会议中心举行，百度用户体验部总监劉超作為嘉賓對設計從業者發表演講。其演講在多方面引起現場聽眾不滿，在最後部分給百度設計部門打廣告，以致有聽眾在此時大喊“你太low了，下去吧”，現場直播也被迫中斷數分鐘。劉超的演講很快便於知乎引發熱議，繼而蔓延至新浪微博、網媒等多個平台。對演講的批評主要包括：主線內容簡陋且偏題、簡報設計水平差、拿低俗段子說笑、重覆行業常識、強行打廣告、言論歧視女性，以及攻擊與其有過節的锤子科技。有指劉超當日使用的是百度校園招聘的簡報。
不久，劉超在朋友圈發帖，稱「費盡口舌，每週直播2次，累得咽炎都犯了也沒推紅的ip，今天終於火了。百度熊孩子與我們的美女主播。唯一遺憾是二維碼那頁沒人轉」。在演說簡報出現過的一名百度女員工，在微博上亦發表了爭議言論。事件因而再度發酵。7月4日，劉超就演講事件在百度內網發道歉信，但有跟帖的百度員工質疑其專業能力和態度，且有不少人認為他該辭職謝罪。百度人事的內部賬號當晚跟帖回覆，表示百度對此事件高度關注。經人事部和職業道德建設部及公關部的聯合調查，劉超未事先向公司報備參會信息，而且他的行為及演講內容給公司品牌及聲譽造成嚴重影響，對百度員工亦造成嚴重傷害。百度方面認定劉超不再合資格出任總監職位，將他從百度管理團隊除名。
這次事件被认为是百度不可信的证明，也有評論質疑為何劉超以其能力能擔任高層職位，認為是反映了百度的人事管理出現問題。「這很百度」亦因此成為網絡熱詞。

### 与王志安的纠纷
2019年1月11日，新闻评论员王志安在其微信公众号上发表文章《权健该死，但不是只有它该死》评论权健事件，提到魏则西事件的过往史，不料被百度以文章恶意诋毁品牌形象为由提告侵权。17日，王志安发表文章历数百度罪状，表示不屈服，接受百度的提告。

### 百家號的自家內容過多
2019年1月，自媒體新聞實驗室編輯方可成（曾为《南方周末》记者）在微信公眾號撰文稱，百度在首頁的搜索结果，基本上有一半以上会指向百度自家产品，尤其频繁出现的是百家号。作者認為百家號文章質量低劣，并推導出百度的動機是只想做一个营销号平台，把用戶变为自家的流量变现。文章传出后，百度公司的股价也出现下跌。源於百度的名聲再度下跌，此事被官方媒體人民網連發三文點名批判，直指不再開放與公眾漸行漸遠，不符合企業長久經營與貢獻最大利益的社會原則，往小圈子去必將逐漸被人遺棄。
百度回應稱，「百度搜索结果中，百家号内容全站占比小于10%。並且还表示，190万百家号创作者，覆盖了全部的权威媒体和咨询机构，也包含了大量优质的自媒体，內容深度、权威。」对于百度的回应，方可成认为，用戶使用百度基本只看前2頁，如果百度能给出第一页的结果占比会更有说服力。然而文章作者方可成在采访中回应聲称：「搜索结果更重要的是首页内容占比，“全站占比没有什么说服力”。」他还聲稱：「百度股价下跌与自己的文章没有太大关系。」而搜狗公司CEO王小川则在事后表示“欢迎使用搜狗”，另外也有中国用户转用微软旗下的进行搜索，导致百度部分流量流向必应，据报当时中国大陆用户短暂地无法直接访问必应。
百度稍后对搜索引擎进行了一些微调，资讯的搜索结果中不再包含网页地址，而是采用媒体的名称代替，更難判斷來源。

### 百度涉及周永康薄熙来事件传闻
据大纪元网站报道，李彦宏的百度深度参与了十八大前夕的高层权力斗争。李彦宏在2010年3月曾和薄熙来、周永康秘密会面。周永康薄熙来承诺帮助百度将其主要竞争对手谷歌公司赶出中国大陆市场。百度则配合暗中解禁敏感词条，对胡锦涛、温家宝和习近平进行负面宣传。虽然直接输入这几位领导人姓名时，无法显示政治敏感内容。但当输入hujintao、wenjiabao、xijinping时，会出现大量负面报道。

### 百度新闻假冒章子欣父亲发文
2019年7月13日下午，章子欣遇害案中受害女童遗体被发现后，在百度新闻有一名为“章子欣父亲”的账号发文称“希望下辈子她还是我的女儿，让我能够继续照顾她”，引发媒体质疑该账号在假冒受害者父亲发文。事后百度新闻官方微博发文称“章子欣父亲”账号为經本人授權後開設，百度代為運營，每條信息都是經過本人確認後百度團隊再發佈。但该账号的最后一条信息为未經章子欣父亲同意下發佈，百度已删除此消息并开除负责该账号的编辑。

### 百度App遭整改
国家互联网信息办公室指导北京市互联网信息办公室，就百度APP多个频道存在的传播低俗庸俗信息、发布“标题党”文章等問題约谈百度公司负责人，要求立即整改。2020年4月8日上午9点，百度APP推荐频道、图片频道、视频频道、财经频道、科技频道暂停更新。

### 高管涉嫌推廣賭博廣告被捕
2020年9月15日，百度移動生態事業群特別顧問史有才在杭州機場被嘉興警方帶走，原因是非法推廣賭博網站。而在數週前，史有才麾下的百度副總裁、負責KA（大客戶）銷售的李忠軍及其數名下屬已被警方帶走。而百度搜索一度在自己的資訊一欄屏蔽了有關史有才被捕的新聞。

### 公关副总裁璩静造假及争议言论事件
2024年5月初，百度公关副总裁璩静因在短视频平台抖音开设账号“我是璩(qú)静”，以“百度副总裁、百度公关一号位、华为前公关副总裁”的身份，制造“粉丝数5天内达到95万”的噱头，随后被发现涉嫌买账号、买粉、买流量等造假行为，其购买的2022年3月粉丝数已经达到90万的“馨霞原创服饰”账号，21世纪经济报道的记者发现该账号历史发布记录中存在服装销售的视频记录，证实了其买账号、买粉、做数据的嫌疑。同时，其因发布偏激争议言论而走红网络登上多个热搜榜，也引起《北京日报》等官方媒体关注。
5月9日凌晨，璩静在其个人微信账号朋友圈中发布道歉信，称其“发布短视频之前，我没有事先征求公司（百度）意见，不符合相关流程，也不代表公司立场”，但“初心是想把工作做好，但心太急了，方法不当”，未来将改进个人的沟通方式和管理方式。5月9日下午，百度创始人李彦宏与人力资源负责人崔珊珊就璩静事件召开小范围员工沟通会。会议结束后不久，璩静已提交离职手续。5月9日晚间，媒体证实璩静已从百度公司离职，但其本人和百度官方未予回应。

### 副总裁女儿开盒网友个人信息
2025年3月12日，某营销号发布张元英出席巴黎时装周当天往返的“魔鬼行程”，遭到一名网友质疑，随后该网友的个人信息在微博被曝光，日常生活受到张元英粉丝严重骚扰，导致该网友被迫注销账号并更换住址，其丈夫也收到大量辱骂私信。至3月15日，微博账号“你的眼眸是世界上最小的湖泊”主动承认自己“开盒”该网友的个人信息，甚至出言挑衅：“快来报警吧，上个放话要抓我坐牢的过了一年了依旧没给我一个教训，看看我ip在哪呀”，通过IP位置明示她在加拿大，中国法律法规对她没有任何影响。随后网友梳理“眼眸”过往发布的信息，发现她曾晒出父亲月薪22万元的百度在职证明及收货地址等线索，推测其为百度副总裁谢广军之女。针对女儿参与“开盒”网暴事件，谢广军在微信朋友圈发文表示深感愧疚，并向所有受影响的朋友郑重道歉。他称自己13岁女儿在网上与人争执，情绪失控下把海外社群网站上的他人隐私信息发布在自己的账号上，还导致他自己的个人信息也被曝光，引发大量负面言论扩散。
针对百度或谢广军本人是否也涉及此次网暴事件，3月17日下午，百度安全负责人陈洋在百度内网回应，称接到一些举报信之后，已在内部成立调查组进行了严格的调查，从结果上看，确实不是谢广军所为，受害者个人信息也不是从百度泄露的。
3月18日，事件受害者小可向警方报案，她明确表示不接受谢广军在朋友圈的私人道歉，要求其公开道歉。
3月19日，百度官方账号发布事件调查结果，称开盒信息来自海外社工库（通过非法手段收集公民个人隐私信息的账号），相关调查过程已取证，并得到公证机关公证。至于网上流传的“谢广军把用户数据库提供给女儿”的说法，声明称公司内部对数据进行匿名化、假名化处理，数据存储和管理实行严格隔离和权限分离，任何职级的员工及高管均无权限触碰用户数据。经内部安全部门反复调取了相关日志，并查验当事人权限，结果表明开盒信息并非源自百度。此外，针对事件发酵期间社交媒体出现的大量造谣内容，公司已向公安机关报案。
3月20日，百度召开媒体沟通会，现场说明内部对开盒事件的调查过程及结果，期间对在场记者展示了经三方公证的公证书。百度安全负责人陈洋详细披露了事件调查结果，称事件发生以来，百度对当事人谢广军的“历史数据申请记录”、“权限记录”、“数据查询”等多项权限和操作日志进行调查与审计，确认其没有百度用户个人身份信息的数据权限，也未登录任何百度数据库与服务器，由此确认开盒信息并非从百度泄露。会上，百度宣布正式设立“打击网络黑产专项基金”，用于保护公民合法权益与企业数据安全，遏制信息泄露、网络诈骗等违法行为，进一步铲除网络犯罪的滋生土壤，切断非法利益链条，营造清朗健康的网络生态环境。

## 稱呼
百度公司拥有「百毒」的貶義通稱，常見於其使用者的批評，又見於其競爭對手的批評。